# Jardins Suspensos da Babilónia

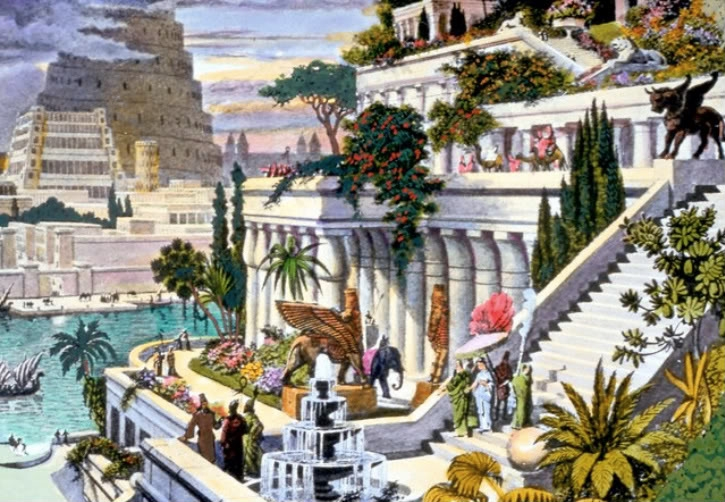
Representação dos jardins suspensos da Babilónia, como imaginados por Martin Heemskerck. Na pintura, a Torre de Babel aparece ao fundo.

Os Jardins Suspensos da Babilônia são uma das sete maravilhas do mundo antigo. É, talvez, uma das maravilhas relatadas sobre a qual menos se sabe. Muito se especula sobre suas possíveis formas e dimensões, mas nenhuma descrição detalhada ou vestígio arqueológico foi encontrado, exceto um poço fora do comum que parece ter sido usado para bombear água.
Tradicionalmente, acredita-se que tenha sido construído na antiga cidade da Babilônia, próximo de onde atualmente se localiza a cidade de Hila, no Iraque. Nas obras de Josefo, encontram-se citações ao sacerdote babilônico Beroso, que teria escrito em aproximadamente 290 a.C. que os jardins suspensos eram obra do rei neobabilônico Nabucodonosor II, que governou entre 605 e 562 a.C. Não há textos babilônicos existentes que mencionem os jardins e tampouco foram encontradas evidências arqueológicas na Babilônia que comprovassem sua existência.
Em virtude da falta de evidências, tem sido sugerido que os Jardins Suspensos são puramente míticos, e que as descrições encontradas nos escritos gregos e romanos antigos (incluindo Estrabão, Diodoro Sículo e Quinto Cúrcio Rufo) representam apenas um ideal romântico de um jardim oriental. Se ele de fato existiu, foi destruído em algum momento após o século I.
Alternativamente, o jardim original pode ter sido, na verdade, um bem documentado que o rei assírio Senaqueribe (r. 704–681 a.C.) construiu em sua capital, Nínive, sobre o rio Tigre, próximo da cidade de Moçul.

## Textos antigos

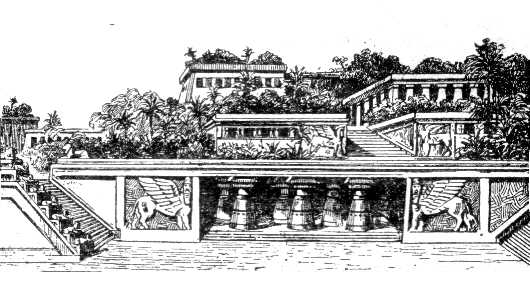
Jardins Suspensos da Babilônia, interpretação datada do século XX

No que tangem a textos antigos, os Jardins Suspensos da Babilônia foram descritos pela primeira vez por Beroso, sacerdote de Marduk, que escreveu aproximadamente em 290 a.C., embora seus livros sejam conhecidos apenas por citações de autores posteriores (como por exemplo, Flávio Josefo). Há cinco principais escritores (incluindo Beroso) cujas descrições da Babilônia ainda existem em algum formato hoje. Estes escritores se preocuparam principalmente em descrever o tamanho dos jardins, por que e como foram construídos e como eram irrigados.[carece de fontes?]
Josefo (ca.  37–100 d.C.) cita Beroso ao descrever os jardins. Beroso, por sua vez, descreveu o reinado de Nabucodonosor II, e é o único escritor a creditar a construção dos Jardins Suspensos ao imperador. 

Neste palácio ele ergueu calçadas muito altas, sustentadas por pilares de pedra; e plantou o que foi chamado de paraíso suspenso, e encheu-o com todos os tipos de árvores, o que lhe rendeu a perspectiva exata de um país montanhoso. Ele fez isso para satisfazer sua rainha, pois ela havia sido criada em Media, e gostava de locais montanhosos.
Os textos de Diodoro Sículo (ca.  90–30 a.C.) assemelham-se aos de Ctésias de Cnido, escritos no século IV a.C., ao descrever os Jardins Suspensos:

Houve também, ao lado da Acrópole, o Jardim Suspenso, como é chamado, que foi construído, não por Semiramis, mas por um rei da Síria mais tarde para agradar uma de suas concubinas; ela, dizem eles, sendo um persa por origem e sentindo saudade de suas montanhas, pediu ao rei que imitasse, através de um jardim plantado, a paisagem distinta da Pérsia. O jardim se estendida por quatro plethras de cada lado, e uma vez que a perspectiva para o jardim devia ser inclinada como uma colina, as várias partes da estrutura aumentavam de camada em camada, assim, a aparência do conjunto assemelhava-se a um teatro. Como os terraços ascendentes tinham sido construídos, debaixo deles foram construídas galerias que sustentavam todo o peso do jardim plantado e levantavam-se pouco a pouco um sobre o outro ao longo da paisagem; e a galeria superior, que tinha cinquenta côvados de altura, deu maior superfície ao jardim, que foi feito ao nível das muralhas da cidade. Além disso, as paredes, que tinham sido construídas com grandes custos, tinham 22 pés de espessura, enquanto a passagem entre cada parede tinha dez pés de largura. O telhado acima dessas passagens tinha uma camada de juncos fixados com grandes quantidades de betume, sobre duas faixas de tijolos cozidos ligados por cimento, e com uma terceira camada de revestimento de chumbo, a fim de que a umidade do solo não pudesse penetrar. Acima de tudo isso a terra tinha sido empilhada até uma profundidade suficiente para as raízes das árvores mais grandes; e o chão, quando estabilizado, foi densamente coberto com árvores de toda espécie que, por seu grande tamanho ou por outro encanto, poderiam dar prazer a quem as visse. E as galerias, projetavam-se para além de outras, de forma que todas recebiam a luz; (...) havia uma galeria que continha aberturas que conduziam à superfície superior as máquinas para o abastecimento dos jardins com água, máquinas que levavam a água em grande abundância do rio, embora ninguém de fora pudesse ver isto sendo feito (...).
Quinto Cúrcio Rufo (século I d.C.) se refere aos escritos de Clitarco (século IV a.C.), um historiador de Alexandre, o Grande, ao escrever  História de Alexandre o Grande:

Os babilônios também têm uma cidadela com vinte estádios de circunferência. As fundações de suas torres estão afundadas a 30 pés do chão e as fortificações sobem 80 pés acima dele no ponto mais alto. Na sua cimeira estão os jardins suspensos, uma maravilha celebrada pelas fábulas dos gregos. Eles são tão elevados como o topo das paredes e devem seu charme para a sombra de muitas árvores altas. As colunas que sustentam todo o edifício são construídas de rocha, e em cima delas há uma superfície plana de pedras cortadas fortes o suficiente para suportar a camada profunda de terra colocada sobre elas, e a água utilizada para a irrigação. A estrutura suporta árvores robustas que possuem troncos com oito côvados de largura e altura de quase 50 pés; elas dão frutos tão abundantemente como se estivessem crescendo em seu ambiente natural. E, embora o tempo com seus processos de deterioração gradual seja tão destrutivo para obras da natureza como para as do homem, este edifício sobrevive intacto, apesar de ser submetido à pressão de tantas árvores e de ter que suportar o peso de uma enorme floresta. Ele tem uma infraestrutura de paredes com 20 pés de espessura em intervalos de onze pés, de modo que com a distância têm-se a impressão de árvores que pendem sobre as montanhas nas florestas reais. Diz a tradição que é o trabalho de um rei sírio que governou a Babilônia. Ele construiu isso por amor a sua esposa, que perdeu os bosques e florestas no país plano e convenceu o marido a imitar a beleza da natureza com uma estrutura deste tipo.

## Estudos e controvérsias

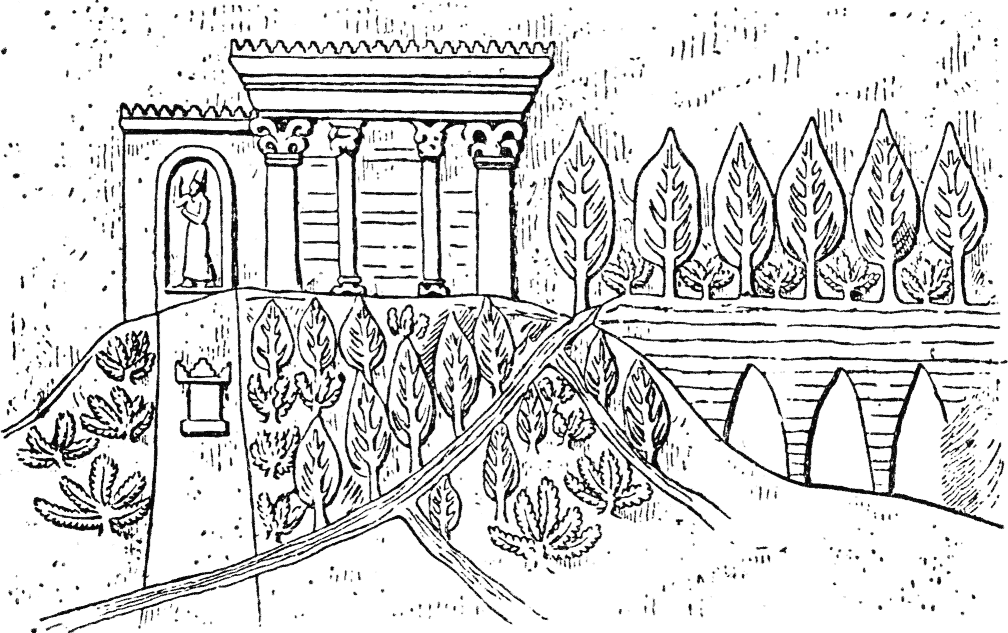
Esta cópia feita em baixo-relevo do Palácio Norte de Assurbanípal em Nínive mostra um luxuoso jardim regado por um aqueduto

Existem controvérsias a respeito de os Jardins Suspensos terem realmente existido ou terem sido apenas uma criação poética, principalmente devido à falta de documentos babilônicos preservados. Nos poucos de que se tem conhecimento, também não há menção à esposa de Nabucodonosor, Amyitis (ou quaisquer outras esposas), embora um casamento político para uma Persa de Media fosse comum na época. Heródoto, escrevendo sobre a Babilônia próxima do tempo Nabucodonosor II, não menciona os Jardins Suspensos em suas Histórias.
Até o momento, nenhuma evidência arqueológica dos jardins foi encontrado na Babilônia. Porém, é possível que as evidências estejam soterradas abaixo do rio Eufrates, no entanto, por questões de segurança, o rio ainda não pode ser escavado. Na época de Nabucodonosor II, o rio corria a leste de sua posição atual, e pouco se sabe sobre a parte ocidental da Babilônia. Rollinger sugeriu que Beroso atribuiu a construção dos jardins a Nabucodonosor, na verdade, apenas por razões políticas, e que ele havia adotado a lenda de outro lugar.
Uma teoria recente propõe que os Jardins Suspensos da Babilônia foram realmente construídos pelo rei assírio Senaqueribe (r. 704–681 a.C.) em seu palácio em Nínive. Stephanie Dalley postula que durante os séculos seguintes os dois locais acabaram se confundindo, e os extensos jardins do palácio de Senaqueribe acabaram sendo atribuídos à Babilônia de Nabucodonosor II. Recentemente foi descoberto um vasto sistema de aquedutos com inscrições de Senaqueribe, que Dalley propõe terem sido parte de uma série de 50 milhas (80 km) de canais, barragens e aquedutos utilizados para transportar água para Nínive, usando bombas de parafuso para elevá-la até os jardins.